# Aurora Dourada
Aurora Dourada (em grego Χρυσή Αυγή, transl. Chryssí Avguê) é um partido político e organização criminosa grega de extrema-direita liderado por Nikolaos Michaloliakos. É amplamente considerado como um movimento neonazista e fascista. Embora o grupo rejeite a ideia de ser taxado como tal, seus membros costumam expressar admiração pelos antigos ditadores gregos Ioannis Metaxas, do Regime de 4 de agosto (1936-1941),  e Georgios Papadopoulos, do Regime dos coronéis (1967-1974). Também usam um simbolismo muito semelhante ao dos nazistas e elogiam figuras da Alemanha nazista. Segundo fontes acadêmicas, o grupo é racista e xenófobo, e o próprio líder do partido o identifica abertamente como nacionalista e racista.
Em outubro de 2020, no "maior julgamento de fascistas desde Nuremberga", a justiça grega julgou a Aurora Dourada como sendo uma  organização criminosa.
Em 2005 o partido encerrou suas operações políticas e foi absorvido por uma entidade política chamada Aliança Patriótica, que deixou de existir após Michaloliakos retirar seu apoio à organização. Em março de 2007, a Aurora Dourada realizou seu sexto congresso, onde os oficiais do partido anunciaram que voltariam a militar politicamente. Nas eleições municipais de novembro de 2010, a Aurora Dourada obteve 5,3% dos votos em Atenas, adquirindo uma cadeira no Conselho da Cidade (legislativo municipal). Em alguns bairros com grande presença de imigrantes o partido chegou a obter 20% dos votos. Ao entrar na câmara municipal após ser eleito em Atenas, Nikolaos Michaloliakos fez a chamada saudação romana (uma saudação que já existia na Roma Antiga e que foi adoptada pelos fascistas de Benito Mussolini e pelos nazistas de Adolf Hitler). O partido tem se envolvido com inúmeras atividades do crime organizado desde pelo menos 2013 para se auto-financiar além de se envolver em homicídio de imigrantes além do assassinato de um cantor antifa e de comunistas em geral. O partido também tem sido acusado de casos de corrupção envolvendo vários outros partidos de extrema-direita europeus.
A Aurora Dourada descreve-se como um "movimento popular nacionalista" ou como "nacionalistas descomprometidos". Michaloliakos descreveu a Aurora Dourada como um movimento oposto ao "assim chamado iluminismo" e à Revolução Industrial. O partido também se diz opositor do marxismo e do liberalismo, fator que o torna um tipo de terceira via para espectros políticos. O grupo, que emprega símbolos e gestos similares aos do nacional-socialismo (incluindo a saudação romana), se auto-declara o protetor do cristianismo ortodoxo, embora no passado tenha adotado o neopaganismo helênico como religião oficial, proibido a entrada de cristãos e descrito o marxismo como uma "cria judaico-cristã".

## Imigração
A Aurora Dourada opõe-se à presença de imigrantes na Grécia. O partido defende a deportação de todos os imigrantes e o fechamento das fronteiras com o uso de minas terrestres. Em 2012 Giorgios Germenis, ideólogo e candidato da Aurora Dourada, disse que "obviamente, todos os imigrantes ilegais devem partir. Se todos os imigrantes ilegais – que são mais de três milhões – fossem embora, libertariam três milhões de postos de trabalho para os gregos".

## Denúncias de conexões com a polícia grega
Em uma entrevista a Eleftherotypia em 1998, o  Ministro da Ordem Pública,  Georgios Romaios (PASOK) apontou a existência de "elementos fascistas na Polícia Helênica", e jurou suprimi-los. Em entrevista à TV, naquele mesmo ano, Romaios novamente afirmou que havia um grupo pró-fascista dentro da força policial, embora, segundo ele, não organizado e apenas envolvido em incidentes isolados. Ainda no mesmo ano, Eleftherotypia publicou um artigo que esboçava as conexões entre a polícia e o neofascismo. Apesar de Dimitris Reppas, porta-voz do governo do PASOK, ter negado categoricamente tais conexões, o artigo citava um discurso do Paraskevas Paraskevopoulos,  membro do Parlamento pertencente ao PASOK, no qual o parlamentar falava sobre um motim causado por extremistas de direita:

Em Tessalônica, tem sido amplamente comentado que organizações de extrema-direita são ativas, no interior das forças de segurança. Membros dessas organizações foram os planejadores e os principais executores do motim e ninguém foi preso. Um oficial das Forças Especiais, falando em um briefing dos policiais das Forças Especiais que estariam de plantão naquele dia, disse aos policiais para não prenderem ninguém, porque os desordeiros não eram inimigos, e ameaçou que, se a ordem fosse ignorada, haveria represálias.
Um artigo no jornal Ta Nea afirmou  que a Aurora Dourada teria uma relação próxima com elementos da força policial grega. e que haveria uma investigação policial interna confidencial que concluíra o seguinte:
1. Aurora Dourada tinha muito boas relações e contatos com os oficiais da força, dentro e fora de serviço.
2. A polícia forneceu ao grupo bastões e equipamentos de comunicação via rádio durante manifestações de massa, principalmente durante as celebrações da Revolta da Politécnica de Atenas e durante comícios de grupos de esquerda e anarquistas, a fim de provocar tumultos.
3. Antonios Androutsopoulos (conhecido como Periandros), um destacado membro da Aurora Dourada acusado de tentativa de homicídio e condenado por porte ilegal de armas, ficou foragido por sete anos, graças às conexões do grupo com a polícia.
4. O irmão de Periandros, também membro do Aurora Dourada, foi escolta de segurança de um deputado da Nova Democracia.
5. Muitos membros da Aurora Dourada portavam armas ilegalmente.

O jornal publicou a fotografia de um parágrafo datilografado sem insígnia identificável como prova da investigação secreta. O Ministro da Ordem Pública, Michalis Chrysochoidis, respondeu que não se lembrava de tal investigação. Chrysochoidis também negou acusações de que conexões de extrema-direita dentro da força policial tivessem atrasado a prisão de Periandros. Disse, ainda, que grupos de esquerda, incluindo o grupo ultra-esquerdista de resistência antiestatal  17 de novembro, responsável por vários homicídios, também ficaram  foragidos por décadas. Em ambos os casos, ele atribuiu as falhas à "estupidez e incompetência" da polícia.
Em anos mais recentes, grupos antifascistas e de esquerda afirmaram que muitos dos membros da Aurora Dourada têm relacionamentos próximos ou colaboraram com o Serviço Central de Inteligência da Grécia (KYP), o antecessor do  Serviço Nacional de Inteligência, e acusaram Nikolaos Michaloliakos de trabalhar para o KYP já nos anos 1980. Uma prova disso, publicada em um jornal grego, foi um contracheque mostrando os nomes de Michaloliakos e  Konstantinos Plevris (polítice e advogado de extrema-direita)  como operadores do serviço - documento que Aurora Dourada alegou ser uma falsificação. No entanto, o "holerite" era falso, como foi provado em tribunal, após a queixa do Aurora Dourada.

Em julho de 2012, foi relatado que Nils Muiznieks, Comissário de Direitos Humanos do Conselho da Europa, havia colocado sob escrutínio os supostos laços da polícia grega com a Aurora Dourada, depois de sucessivos relatórios do estado grego, que continuou a não reconhecer o problema. Numa entrevista concedida em 2 de fevereiro de 2013 a Ta Nea, Muiznieks declarou que havia coletado fortes evidências de vínculos entre a polícia e o partido Aurora Dourada. Segundo o analista político Paschos Mandravelis, "muito do apoio ao partido vem da polícia, jovens recrutas apolíticos que não sabem nada sobre os nazistas ou sobre Hitler". Para esses policiais, os apoiadores da Aurora Dourada são seus únicos aliados na linha de frente, quando há confrontos entre a polícia de choque e manifestantes de esquerda."
Após as eleições legislativas gregas de 6 de maio de 2012, soube-se que mais de um em cada dois policiais gregos votou na Aurora Dourada, em alguns distritos. Postos de votação ao redor da Diretoria Geral de Polícia da Ática, na circunscrição eleitoral de Atenas A, onde os policiais em serviço votaram, relataram um pouco mais de 20% de apoio ao partido, enquanto os postos de votação "civis" da circunscrição eleitoral relataram apoio de cerca de 6%. A porcentagem total de votos para Aurora Dourada, em Atenas A, foi de 7,8%. Um oficial da polícia declarou que o apoio ao partido era alto e crescente entre a polícia, bem como entre os militares.
- Um policial foi suspenso enquanto outros sete foram identificados por participarem do ataque da Aurora Dourada contra barracas  operadas por migrantes em um mercado aberto em Missolonghi, em 10 de setembro de 2012.[55]
- Após repetidos ataques contra a comunidade tanzaniana em torno da Praça Amerikis, em Atenas, sem que a polícia prendesse ninguém, foi realizado um protesto antifascista, que acabou levando a confrontos entre grupos antifascistas e a Aurora Dourada. A polícia somente prendeu antifascistas, e foi relatado que a polícia usou de tortura durante contra eles, durante sua detenção, na sede central da polícia, em Atenas. As vítimas disseram que a polícia ameaçou os manifestantes de que seus endereços seriam dados à Aurora Dourada. [56]
- Membros da Aurora Dourada, juntamente com padres e crentes ortodoxos ultrarreligiosos, reuniram-se fora do Teatro Chytirio, em Atenas, para condenar a peça blasfema de Terrence McNally Corpus Christi, que seria apresentada naquele teatro. Houve relatos de que eles perseguiram e espancaram um jornalista, que tirava fotos da manifestação, e que seus pedidos de socorro não obtiveram resposta dos policiais presentes.[57][58] Segundo outros relatos, o parlamentar Christos Pappas, da Aurora Dourada,  entrou na van da polícia e libertou um dos quatro detentos. [59][60][61]

## Resultados eleitorais

### Eleições legislativas
| Data    | CI.           | Votos         | %             | +/-           | Deputados     | +/-           | Status            |
| ------- | ------------- | ------------- | ------------- | ------------- | ------------- | ------------- | ----------------- |
| 1996    | 14.º          | 4 537         | 0,1 / 100,0   |               | 0 / 300       |               | Extra-parlamentar |
| 2000    | Não concorreu | Não concorreu | Não concorreu | Não concorreu | Não concorreu | Não concorreu | Não concorreu     |
| 2004    | Não concorreu | Não concorreu | Não concorreu | Não concorreu | Não concorreu | Não concorreu | Não concorreu     |
| 2007    | Não concorreu | Não concorreu | Não concorreu | Não concorreu | Não concorreu | Não concorreu | Não concorreu     |
| 2009    | 10.º          | 19 624        | 0,3 / 100,0   |               | 0 / 300       |               | Extra-parlamentar |
| 05/2012 | 6.º           | 440 966       | 7,0 / 100,0   | 6,7           | 21 / 300      | 21            | Oposição          |
| 06/2012 | 5.º           | 426 025       | 6,9 / 100,0   | 0,1           | 18 / 300      | 3             | Oposição          |
| 01/2015 | 3.º           | 388 387       | 6,3 / 100,0   | 0,6           | 17 / 300      | 1             | Oposição          |
| 09/2015 | 3.º           | 379 581       | 7,0 / 100,0   | 0,7           | 18 / 300      | 1             | Oposição          |
| 2019    | 7.º           | 165 709       | 2,9 / 100,0   | 4,1           | 0 / 300       | 18            | Extra-parlamentar |

### Eleições europeias
| Data | CI.           | Votos         | %             | +/-           | Deputados     | +/-           |
| ---- | ------------- | ------------- | ------------- | ------------- | ------------- | ------------- |
| 1994 | 19.º          | 7 242         | 0,1 / 100,0   |               | 0 / 25        |               |
| 1999 | Não concorreu | Não concorreu | Não concorreu | Não concorreu | Não concorreu | Não concorreu |
| 2004 | Não concorreu | Não concorreu | Não concorreu | Não concorreu | Não concorreu | Não concorreu |
| 2009 | 12.º          | 23 566        | 0,5 / 100,0   |               | 0 / 22        |               |
| 2014 | 3.º           | 536 910       | 9,4 / 100,0   | 8,9           | 3 / 21        | 3             |
| 2019 | 5.º           | 275 821       | 4,9 / 100,0   | 5,5           | 2 / 21        | 1             |